# 2014 TE86
2014 TE86 est un objet transneptunien de magnitude absolue 7,0 faisant partie des cubewanos.

## Caractéristiques
2014 TE86 mesure environ 190 km de diamètre.